# Kieżmarski Szczyt
Kieżmarski Szczyt, Kiezmarski Szczyt (niem. Kesmarker Spitze, słow. Kežmarský štít, węg. Késmárki-csúc) – zwornikowy szczyt o wysokości 2557 m n.p.m. (według wcześniejszych pomiarów 2556 lub 2558 m), położony w długiej południowo-wschodniej grani Wyżniego Baraniego Zwornika w słowackich Tatrach Wysokich, pomiędzy Granią Wideł (Vidly) na południowym zachodzie a Małym Kieżmarskim Szczytem (Malý Kežmarský štít) na północy. Jest to jeden z najwyższych tatrzańskich szczytów. Należy do Wielkiej Korony Tatr.

## Historia
Nazwa szczytu pochodzi od spiskiego miasta Kieżmark. Dawniej nazywano go też Huncowskim Szczytem. U Georga Buchholtza seniora szczyt występował jako Kesmarkter Spitze (1719). Polska nazwa Wirch Kiezmarski pojawiła się w druku w 1845 r., podał ją Ludwik Pietrusiński. Mały Kieżmarski Szczyt otrzymał własną nazwę (Weberspitze) w 1894 roku.
Kieżmarski Szczyt był jednym z pierwszych wysokich szczytów tatrzańskich, na który wchodzono. Pierwsze wejścia nie są dokładnie odnotowane, być może, że pierwszymi zdobywcami szczytu byli koziarze polujący na kozice. Wiadomo, że szczyt był odwiedzany już na początku XVII wieku. W czerwcu 1615 r. na szczycie był David Frölich (uczeń liceum w Kieżmarku, późniejszy matematyk) ze szkolnymi kolegami i być może przewodnikiem. Kolejne wejście miało miejsce w czerwcu 1654 r. i należało do Daniela Speera, znanego jako Simplicissimus, oraz czterech innych studentów i przewodnika Gärtnera. Wiadomo też, że w północnych stokach Kieżmarskiego Szczytu prowadzono prace górnicze w XVIII wieku. Po pierwszych wejściach nastąpiła przerwa, która trwała do połowy XIX wieku. Z okresu późniejszego pierwsze znane jest wejście botanika Eustachego Wołoszczaka 9 sierpnia 1858 r. Zimą pierwsi na szczycie byli Günter Oskar Dyhrenfurth i Alfred Martin 8 marca 1906. Ważnym osiągnięciem taternictwa było dokonane przez Wincentego Birkenmajera i Jana Kazimierza Dorawskiego pierwsze przejście południowej ściany (jej dolną część pokonali najpierw środkiem, a potem filarem).

## Topografia
W wierzchołku Kieżmarskiego Szczytu grań biegnąca od Łomnicy i Wideł rozwidla się na dwie odnogi. Jedna z nich biegnie na południowy wschód w kierunku Huncowskiej Przełęczy i Huncowskiego Szczytu. Druga grań prowadzi na północ do Małego Kieżmarskiego Szczytu, dawniej uważanego za niższy wierzchołek masywu Kieżmarskiego Szczytu. Pomiędzy Kieżmarskimi Szczytami znajduje się Wyżnia Kieżmarska Przełęcz (Vyšná Kežmarská štrbina). W Małym Kieżmarskim Szczycie grań ponownie się rozwidla (p. hasło Mały Kieżmarski Szczyt).
Od Wschodniego Szczytu Wideł – najbliższego wzniesienia w Grani Wideł – Kieżmarski Szczyt jest oddzielony wąską Kieżmarską Przełęczą.
W południowo-wschodniej grani Kieżmarskiego Szczytu, pomiędzy Kieżmarskim Szczytem a Huncowską Przełęczą znajdują się niewybitne kulminacje i przełęcze:
- Wyżni Kieżmarski Przechód (Kežmarská priehyba),
- Kieżmarska Czuba (Kežmarský hrb),
- Niżni Kieżmarski Przechód (Nižná Kežmarská priehyba),
- Mała Kieżmarska Czubka (Malý Kežmarský hrb)[4].

Ściany Kieżmarskiego Szczytu górują nad:
- Miedzianą Kotliną (Medená kotlina) na północnym zachodzie, odnogą Doliny Dzikiej (Veľká Zmrzlá dolina) należącej do systemu Doliny Kieżmarskiej (dolina Kežmarskej Bielej vody),
- Świstówką Huncowską (Huncovská kotlinka) na północnym wschodzie, górnym piętrem Doliny Huncowskiej,
- Lejkowym Kotłem i Cmentarzyskiem na południu, należącymi do Doliny Łomnickiej (Skalnatá dolina)[4].

Północno-zachodnia ściana Kieżmarskiego Szczytu opada ponad 500 m do wylotu Miedzianej Kotliny. W 1/3 wysokości przecinają ją najdalej wysunięte na północny wschód fragmenty Miedzianych Ławek. Ściana z lewej strony (patrząc od dołu) ograniczona jest żlebem opadającym z Wyżniej Kieżmarskiej Przełęczy. W jej górnej części położony jest spory taras – Kieżmarska Galeria. Na południowy wschód masyw opada do Świstówki Huncowskiej ścianą, która w górze jest niezbyt stroma, a w dole bardziej urwista. Do Doliny Łomnickiej z Kieżmarskiego Szczytu spadają natomiast dwie ściany (południowo-zachodnia i południowa) o wysokości 500–550 m, odgraniczone od siebie Filarem Mogilnickiego zbiegającym do górnych partii Cmentarzyska. Od południowej ściany sąsiedniej Kieżmarskiej Czuby południowa ściana Kieżmarskiego Szczytu odgraniczona jest głębokim żlebem Wyżniego Kieżmarskiego Przechodu i przedłużającą go rynną. W ścianie południowo-zachodniej wyróżnia się Filar Grósza i Filar Birkenmajera. Nazwy filarów w masywie upamiętniają wspinaczy: Henryka Mogilnickiego, Alfréda Grósza i Wincentego Birkenmajera.
Masyw zbudowany jest z granitów. W jego ścianach znajdują się drogi wspinaczkowe. Dla taterników najciekawsze są ściany schodzące do Doliny Łomnickiej. Sam szczyt dostępny jest także dla turystów, ale tylko w towarzystwie przewodnika. Najdogodniejsze drogi taternickie prowadzą na wierzchołek od strony Kieżmarskiej Przełęczy, od Rakuskiej Przełęczy przez Mały Kieżmarski Szczyt lub przez Świstówkę Huncowską oraz od Huncowskiej Przełęczy.

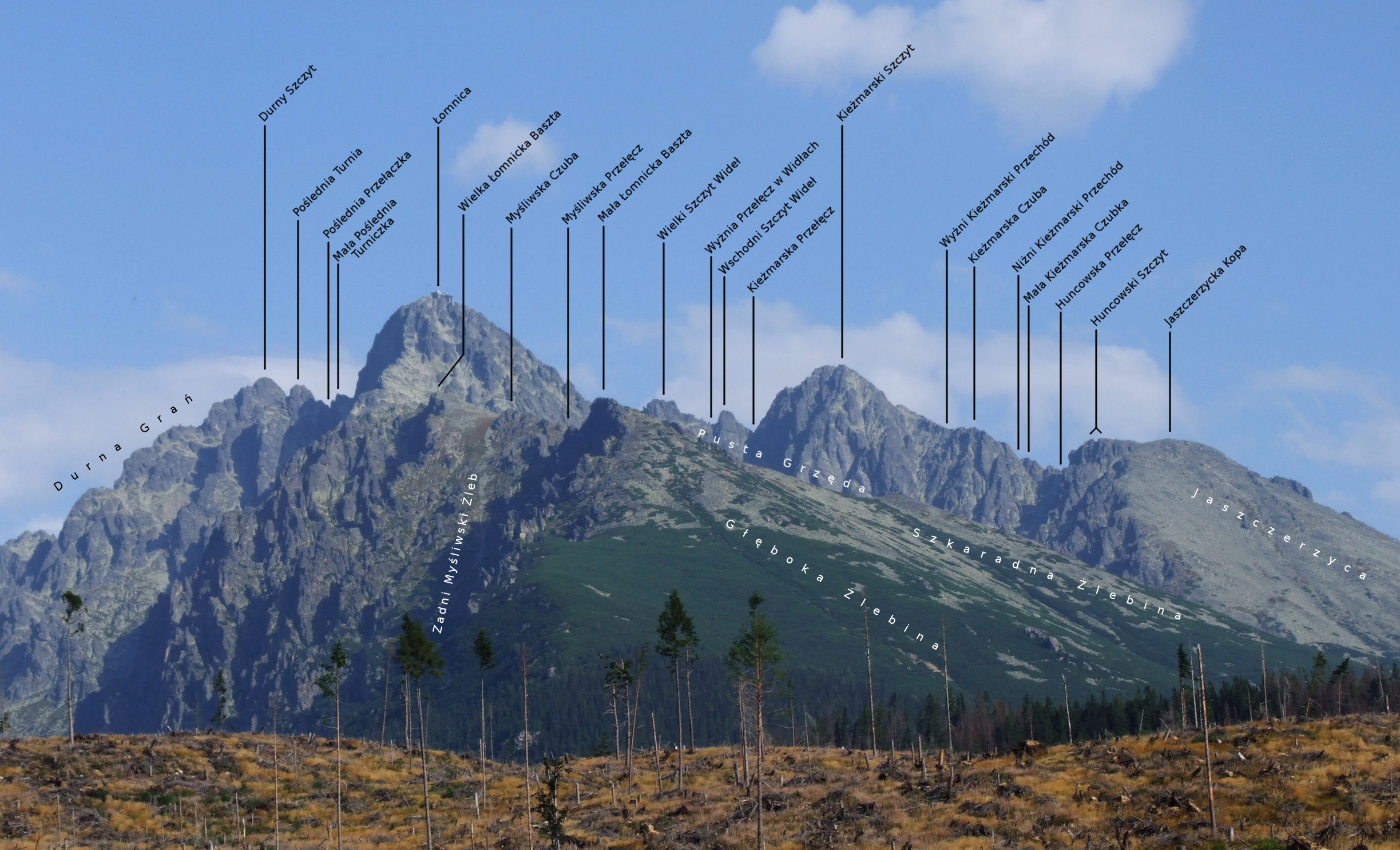
Masywy Łomnicy i Kieżmarskiego Szczytu
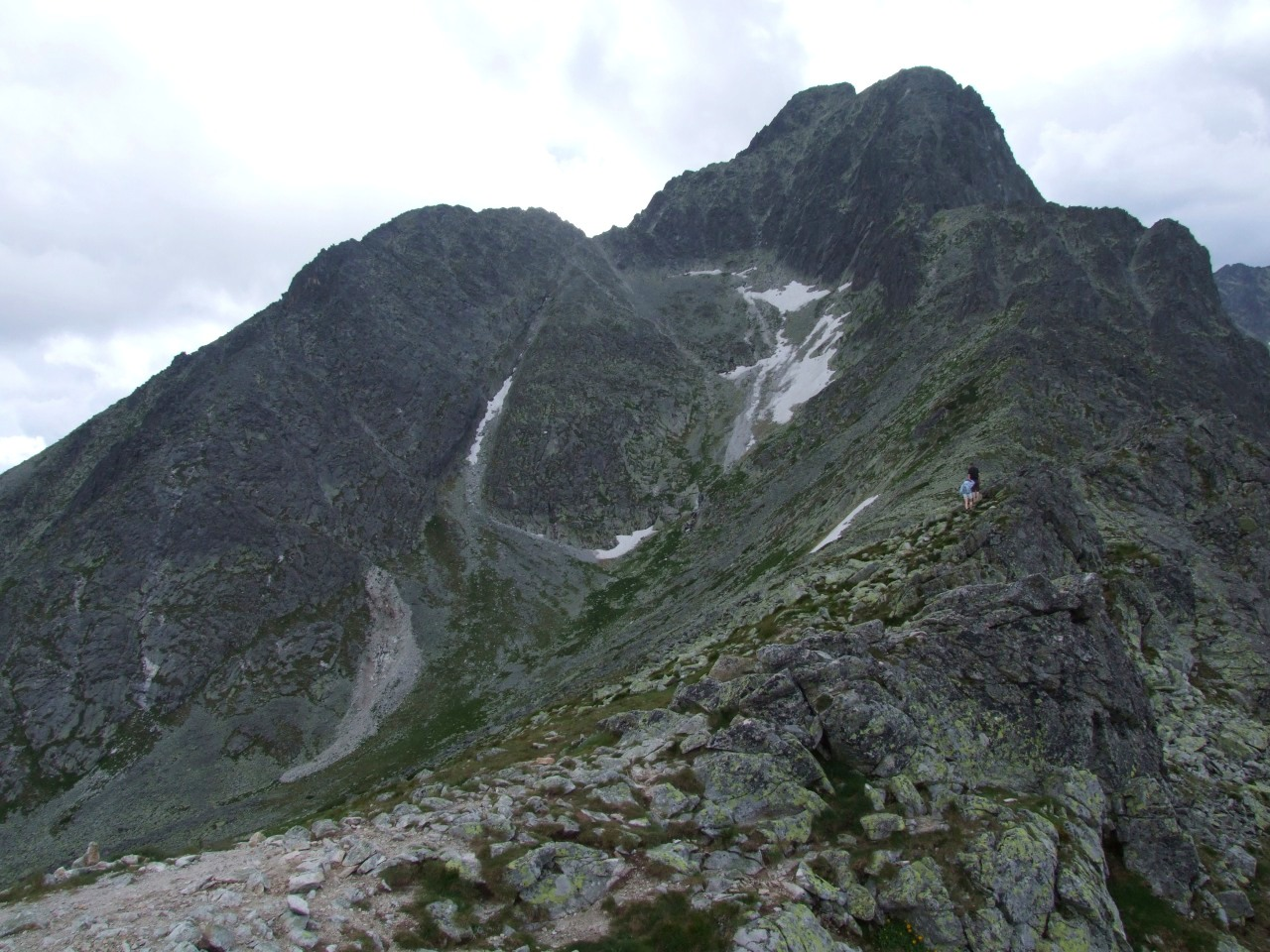
Huncowski Szczyt, Kieżmarski Szczyt i Mały Kieżmarski Szczyt – widok z Rakuskiego Przechodu
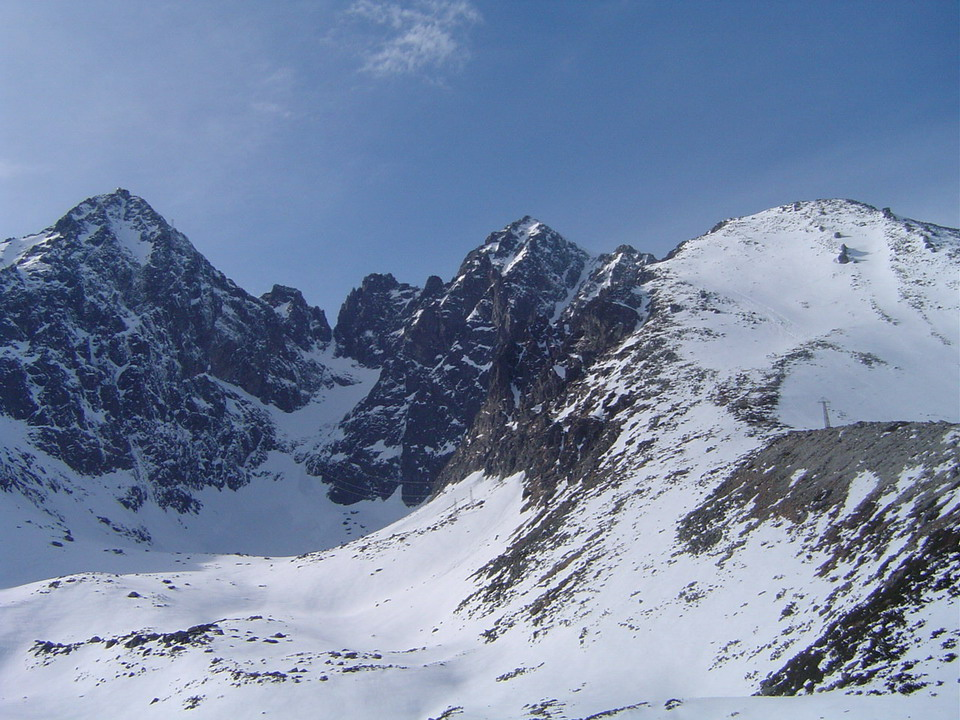
Kieżmarski Szczyt pośrodku, pomiędzy Łomnicą a Huncowskim Szczytem